# The Fault in Our Stars
The Fault in Our Stars és una pel·lícula estatunidenca de 2014 basada en la novel·la "No està escrit a les estrelles" de John Green. És una pel·lícula produïda per Marty Bowen dirigida per Josh Boone. És protagonitzada per Shailene Woodley, Ansel Elgort i Nat Wolff.
La pel·lícula es va estrenar el 16 de maig de 2014 que va arribar a les cartelleres en castellà el 4 de Juliol a Espanya. Ha estat subtitulada al català.

## Trama
Hazel Grace, una noia de disset anys, té càncer de tiroide des que tenia tretze anys. Com que té depressió, la seva mare, Frannie, l'anima a anar a un grup de suport per a gent amb càncer, encara que Hazel no hi vulgui anar. Allà coneix l'Augustus, un noi de divuit anys que va perdre la cama per culpa del càncer i de seguida s'enamoren. Hazel comparteix amb ell la seva novel·la preferida, una Aflicció Imperial, i junts no paren de donar voltes sobre el final inacabat. Hazel sempre ha volgut saber què passava després però, per moltes cartes que havia enviat a l'autor, mai havia rebut cap resposta. Gus aconsegueix contactar amb l'autor que comenta en el correu electrònic que no pot escriure el que ells li demanen però diu que si mai es trobessin a Amsterdam, no li faria res quedar amb ells i parlar.
Gràcies a Gus aconsegueixen, ells i Frannie, anar a Amsterdam. Allà passen un viatge junts molt romàntic, però quan coneixen a l'autor no va del tot com pensaven que aniria. Resulta que Peter Van Houten és un alcohòlic que no respon a cap de les preguntes que Hazel pensava fer-li. A Amsterdam Augustus també li explica a Hazel que el seu càncer ha rebrotat.
Quan tornen a casa es veu molt clarament que la vida de Augustus està al seu final. En el funeral, ella està molt sorpresa en veure que Peter Van Houten està allà. Hazel parla amb ell i s'adona que va escriure el llibre perquè tenia una filla que va morir de càncer, llavors entén per què està en aquella situació. Hazel també s'assabenta gràcies a Isaac, un amic del grup de suport, que August estava escrivint alguna cosa per a ella abans que morís.
Hazel no para de donar voltes al que Isaac li diu i s'adona que podria ser el que ella tant desitjava, el final alternatiu per una Aflicció Imperial. Al final, sap que el que August li va escriure ho va enviar a Van Houten. La pel·lícula acaba amb la lectura de l'epíleg, on Augustus li escriu que espera que ella sigui feliç amb les decisions que va prendre, on Hazel respon que sí, ella és molt feliç.

## Repartiment[4]
- Shailene Woodley: Hazel Grace Lancaster
- Lily Kenna: Hazel de petita[5]
- Ansel Elgort: Augustus Waters
- Nat Wolff: Isaac, millor amic d'Augustus
- Laura Dern: Frannie Lancaster, mare de Hazel
- Sam Trammell: Michael Lancaster, pare de Hazel
- Willem Dafoe: Peter van Houten
- Lotte Verbeek: Lidewij Vliegenthart, assistent de van Houten
- Mike Birbiglia: Patrick

## Banda sonora
La llista de cançons completa de la banda sonora de la pel·lícula, va ser estrenada el 13 d'abril de 2014 i va ser organitzat per Nate Walcott i Mike Mogis de Bright Eyes. Inclou alguns artistes coneguts, d'alt perfil, com Birdy, Charli XCX i Ed Sheeran que va escriure la cançó per als crèdits finals.
| Núm. | Títol                        | Música          | Durada |
| ---- | ---------------------------- | --------------- | ------ |
| 1.   | «All of the Stars»           | Ed Sheeran      | 3:55   |
| 2.   | «Simple as This»             | Jake Bugg       | 3:17   |
| 3.   | «Let Me In»                  | Grouplove       | 4:00   |
| 4.   | «Tee Shirt»                  | Birdy           | 2:39   |
| 5.   | «All I Want»                 | Kodaline        | 5:06   |
| 6.   | «Long Way Down»              | Tom Odell       | 2:30   |
| 7.   | «Boom Clap»                  | Charli XCX      | 2:49   |
| 8.   | «While I’m Alive»            | STRFKR          | 3:48   |
| 9.   | «Oblivion»                   | Indians         | 3:39   |
| 10.  | «Strange Things Will Happen» | The Radio Dept. | 4:26   |
| 11.  | «Bomfalleralla»              | Afasi & Filthy  | 3:57   |
| 12.  | «Without Words»              | Ray LaMontagne  | 4:18   |
| 13.  | «Not About Angels»           | Birdy           | 3:10   |
| 14.  | «No One Ever Loved»          | Lykke Li        | 4:06   |
| 15.  | «Wait»                       | M83             | 5:41   |

### Cançó extra
| Núm. | Títol       | Música                   | Durada |
| ---- | ----------- | ------------------------ | ------ |
| 16.  | «Best Shot» | Birdy (amb Jaymes Young) | 2:54   |